# Ibis (revista)
Ibis, subtitulada the International Journal of Avian Science (literalmente, La revista internacional de ciencia aviar), es la revista científica revisada por pares de la British Ornithologists' Union (Unión de ornitólogos británicos). Los temas que trata son la ecología, la conservación, el comportamiento, la paleontología y la taxonomía de las aves. Su redactor jefe es Paul F. Donald. La revista es publicada por Wiley-Blackwell impresa y en línea. Está disponible gratis por internet para las instituciones a través del esquema OARE (Online Access to Research in the Environment, acceso en línea para la investigación del medio ambiente).